# Wołomin (công xã)
Gmina Wołomin là một vùng đô thị-nông thôn (công xã) ở Wołomin, Masovian Voivodeship, ở phía đông trung bộ Ba Lan. Khu vực hành chính của nó là thị trấn Wołomin, nằm cách khoảng 22 kilômét (14 mi) về phía đông bắc Warsaw.
Gmina có diện tích 59,52 kilômét vuông (23,0 dặm vuông Anh), và tính đến năm 2006, tổng dân số của nó là 49.509 (trong đó dân số của Wołomin lên tới 36.711, và dân số của vùng nông thôn của Gmina là 12.798).

## Làng
Ngoài thị trấn Wolomin, Gmina Wolomin gồm các làng và các khu định cư của Cięciwa, Czarna, Duczki, Helenów, Leśniakowizna, Lipinki, Majdan, Mostówka, Nowe Grabie, Nowe Lipiny, Ossów, Stare Grabie, Stare Lipiny, Stare Lipiny B, Turow và Zagościniec.

## Gmina lân cận
Gmina Wołomin giáp với các Gmina Kobyłka và Zielonka, vàcác Gmina của Klembów, Poświętne và Radzymin.